# Arborg (Kanada)
Arborg – miasto w Kanadzie, w prowincji Manitoba, nad rzeką Icelandic. Zostało założone przez islandzkich osadników w XIX (nazwa miasta oznacza po islandzku "miasto nad rzeką"). W 1908 roku zaczęli napływać tu Polacy i Ukraińcy, zwłaszcza po zbudowaniu kolei, co doprowadziło do powstaniu społeczności wielokulturowej.
Liczba mieszkańców Arborg wynosi 1021. Język angielski jest językiem ojczystym dla 67,5%, francuski dla 1,0% mieszkańców (2006).